# Eudistoma angolanum
Eudistoma angolanum är en sjöpungsart som först beskrevs av Wilhelm Michaelsen 1915.  Eudistoma angolanum ingår i släktet Eudistoma och familjen Polycitoridae. Inga underarter finns listade i Catalogue of Life.